# Serapias cordigera cossyrensis
La serapide di Pantelleria (Serapias cordigera subsp. cossyrensis (B. Baumann & H. Baumann) Kreutz. , 2004) è una pianta appartenente alla famiglia delle Orchidacee, endemica dell'isola di Pantelleria. L'epiteto sottospecifico deriva dal latino Cossyra, nome romano dell'isola.

## Descrizione

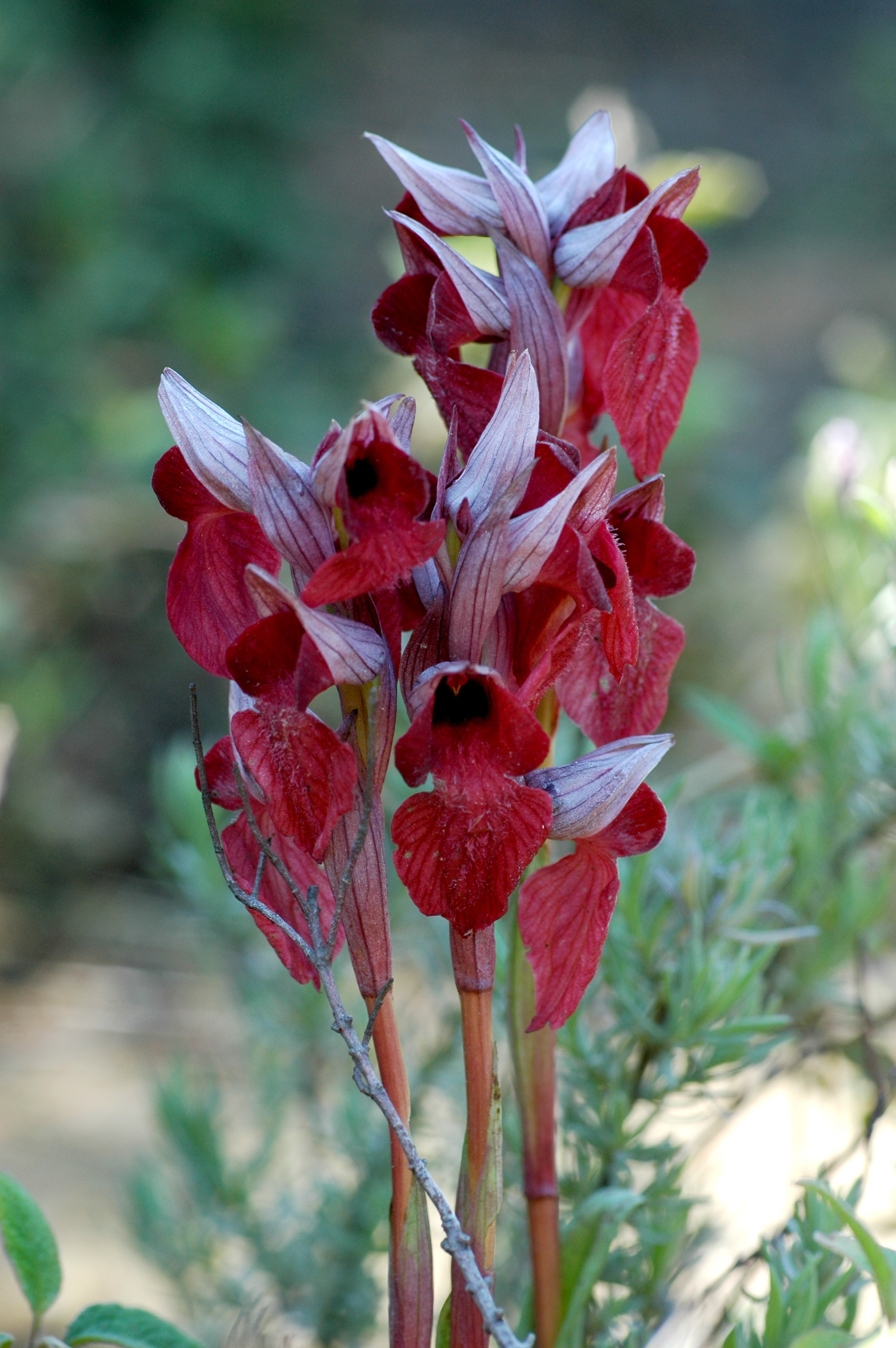
Pantelleria, Montagna Grande

È una pianta erbacea geofita bulbosa con fusto alto 15–30 cm.
L'apparato radicale è costituito da 2 rizotuberi.
Le foglie, lineari o lanceolate, sono di colore verde con striature violacee. Le brattee sono argentee con venature porporine.
I fiori, da 2 a 10, rosso-purpurei, sono raggruppati in una infiorescenza molto compatta.
I sepali e i petali sono uniti a formare un casco tepalico largo, che avvolge interamente la base del labello; questo è bipartito in un ipochilo quasi interamente ricoperto dal casco tepalico, dotato di due callosità basali lucide, purpureo-nerastre, divergenti, ed un epichilo cuoriforme, molto largo, il più largo tra le specie del genere Serapias (20–30 mm x 18–28 mm),  rivolto verso il basso, con parte centrale densamente pelosa. Il ginostemio è purpureo, i pollinii giallo-verdastri.
Fiorisce da marzo ad aprile.

## Distribuzione e habitat
La sottospecie è endemica dell'isola di Pantelleria, ove è rinvenibile in ambienti di gariga, macchia, pinete e leccete a substrato vulcanico, da 200 sino a 800 m di altitudine.

## Biologia
Come la maggior parte delle specie di Serapias si riproduce per impollinazione entomofila grazie all'opera degli insetti pronubi cui offre riparo all'interno del casco tepalico.

## Tassonomia
Questa entità appartiene al gruppo Serapias vomeracea (sezione Bilamellaria).

È attualmente considerata come sottospecie di Serapias cordigera da cui si differenzia per la fioritura più anticipata oltreché per caratteri morfologici quali l'altezza minore, le foglie basali più larghe, l'infiorescenza più densa, e l'epichilo nettamente più largo.
I botanici tedeschi Brigitte ed Helmut Baumann nel 1999 l'hanno descritta come specie a sé stante (Serapias cossyrensis); tale status è riconosciuto sia da Pierre Delforge, una delle massime autorità riconosciute in materia di orchidee europee, sia dal Gruppo Italiano per la Ricerca sulle Orchidee Spontanee (GIROS).
Il numero cromosomico di Serapias cordigera cossyrensis è 2n=36.